# 韓胤
韓 胤（かん いん、? - 197年）は、中国後漢時代末期の政治家。

## 正史の事跡
| 姓名         | 韓胤                        |
| 時代         | 後漢時代                    |
| 生没年       | 生年不詳 - 197年（建安2年） |
| 字・別号     | 〔不詳〕                    |
| 出身地       | 〔不詳〕                    |
| 職官         | 〔不詳〕                    |
| 爵位・号等   | -                           |
| 陣営・所属等 | 袁術                        |
| 家族・一族   | 〔不詳〕                    |

袁術配下。建安2年（197年）、帝を僭称した袁術は呂布との同盟を考え、韓胤を使者として派遣した。韓胤は、袁術が帝を僭称した経緯を呂布に説明し、あわせて呂布の娘を袁術の子の嫁に迎え入れたいと申し入れた。
当初、呂布はこれに応じて娘を送り出した。しかし、呂布と袁術の同盟を恐れる陳珪が「袁術と同盟してはならない」と呂布を説得したため、ついに呂布はその説得に従って娘を連れ戻し、韓胤を曹操に引き渡してしまった。韓胤は曹操の命により斬首され、許の市場で梟首された。

## 物語中の韓胤
小説『三国志演義』では、韓胤は呂布軍の陳宮に事の次第を告げ、事前に同盟の承諾を得て、十分な下準備をした上で呂布に縁談を薦めている。しかし結局は、陳珪の蠢動により呂布が変心したため、その目論見は失敗することになる。その後、韓胤はしばらく呂布の下に留め置かれる。しかし、曹操が呂布を懐柔しようと使者を送り平東将軍に封じた時、折り悪くそこに袁術から督促の使者が到着してしまう。このため呂布は怒り、督促の使者を斬首した上で、韓胤にも首枷をはめて曹操に引き渡すことになっている。最後は史実通りである。